# Lanthanaluminat
Lanthanaluminat ist eine anorganische Verbindung aus der Gruppe der Aluminate.

## Herstellung
Lanthanaluminat kann hergestellt werden, indem Aluminiumoxid und Lanthanhydroxid in eine Kugelmühle vermahlen und dann für drei Stunden auf 1600 °C erhitzt werden. Mit reaktiveren Edukten ist eine Synthese bei niedrigeren Temperaturen möglich. So zum Beispiel aus Aluminiumoxid mit Lanthanoxidchlorid  bei 800 °C. Wird Aluminiumnitrat, Lanthannitrat und entweder Lithiumhydroxid oder Natriumhydroxid eingesetzt, kann die Herstellung nach Vorbereitung in einer Kugelmühle bei 350 °C erfolgen.

## Eigenschaften
Lanthanaluminat kristallisiert im hexagonalen Kristallsystem in der Raumgruppe R3m (Raumgruppen-Nr. 166) mit den Gitterparametern a = 5,357 Å und β = 60,1 °. Bei erhöhten Temperaturen geht es in eine kubische Struktur über. Es ist ein Perovskit mit großer Bandlücke.

## Verwendung
Lanthanaluminat eignet sich als Alternative zu Strontiumtitanat als Unterlage zur Herstellung supraleitender Dünnschichten aus Yttriumbariumkupferoxid.

## Externe Links zu erwähnten Verbindungen
1. ↑  Externe Identifikatoren von bzw. Datenbank-Links zu Lanthanoxidchlorid:  CAS-Nr.: 13759-25-6, EG-Nr.: 973-166-3, ECHA-InfoCard: 100.403.288, ChemSpider: 11282239, Wikidata: Q131287796.